# Zoravar Andranik (métro d'Erevan)
Zoravar Andranik (en arménien Զորավար Անդրանիկ) est une station de l'unique ligne du métro d'Erevan située dans le district de Kentron à Erevan.

## Situation sur le réseau

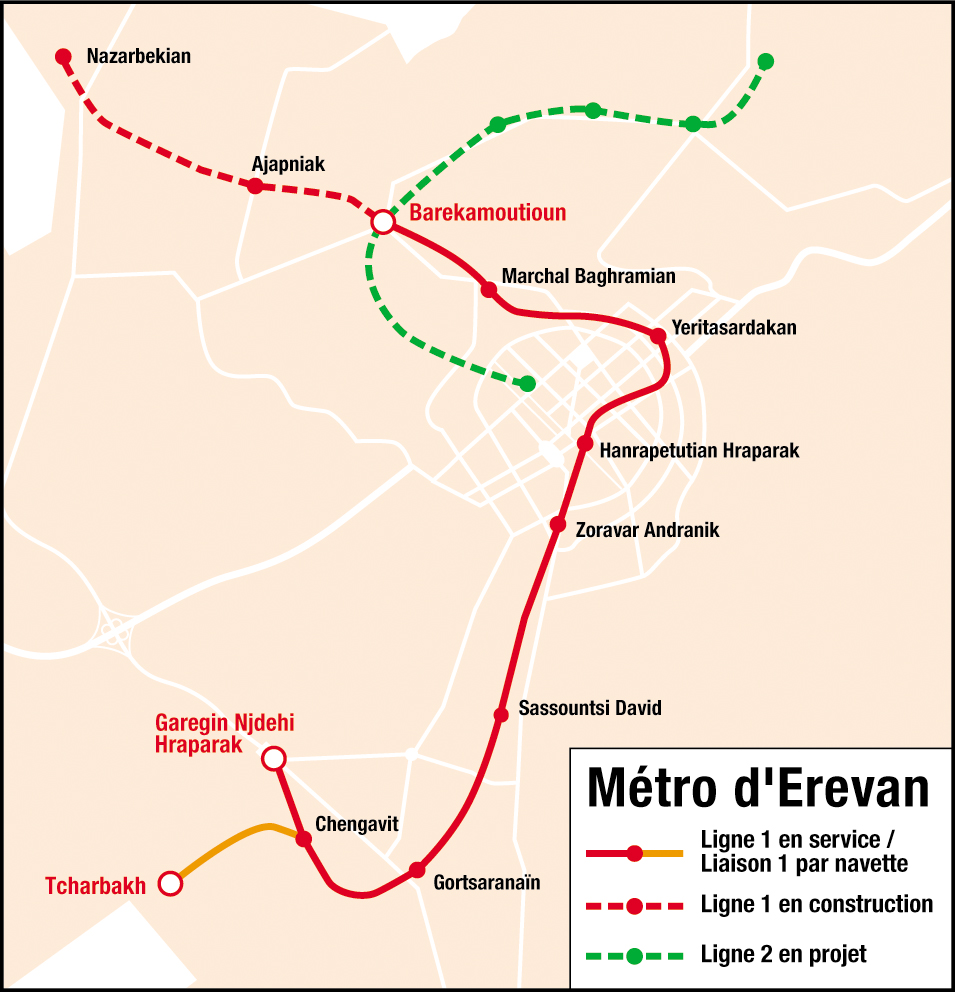
Plan de la ligne.

## Histoire
La station Hoktemberian est mise en service le 26 décembre 1989.
La station est renommée Zoravar Andranik,  en 1991, en l'honneur du général Andranik, héros national de la défense du pays contre l'occupation turque. Une statue du général trône dans le parc situé le long de l'avenue Tigran Metz.

## La station

### Accès et services
La station se trouve au carrefour de l'avenue Tigran Metz et des rues Agatangeghos et Khorenatsi, au sud de la place de la République.

### Desserte
Zoravar Andranik est desservie par les rames qui circulent sur la ligne.

### Intermodalité
Elle dessert principalement le quartier et le centre commercial du sud Kentron ainsi que la cathédrale Grigor Loussavoritch, mais aussi la Cathédrale Grigor Loussavoritch, plusieurs autres centres commerciaux et un marché aux légumes et aux vêtements.